# Galia Dvorak
Halyna Volodymyrivna "Galia" Dvorak Chasanova (Oekraïens: Галина Володимирівна Дворжака Хасанова; Kyjiv, Oekraïense Socialistische Sovjetrepubliek, Sovjet-Unie, 1 april 1988) is een in Oekraïne geboren Spaans professioneel tafeltennisster. Zij speelt rechtshandig met de shakehandgreep.
Haar ouders, tafeltennis internationals Vladimir Dvorak en Flora Chasanova, emigreerden met hun gezin naar Spanje in 1990, toen Galia twee jaar oud was. 
Namens Spanje nam zij deel aan de Olympische Zomerspelen van 2008, 2012, 2016 en 2020. Zij won daarbij geen medailles.

## Belangrijkste resultaten
- Brons in het vrouwen dubbelspel op de Europese kampioenschappen 2013 met Matilda Ekholm.